# 엉클 크래커
매슈 섀퍼(Matthew Shafer, 1974년 6월 6일 ~ )는 엉클 크래커(Uncle Kracker)라는 이름으로 잘 알려진 미국의 싱어송라이터이다.